# Éditions du Cerf
Le Éditions du Cerf sono una casa editrice francese specializzata in opere religiose, gestita dall'ordine domenicano, fondata nel 1929, su richiesta di papa Pio XI da Padre Marie-Vincent Bernadot.
Egli aveva già creato, nel 1919, la rivista La Vie spirituelle, con lo scopo di ricondurre la spiritualità cristiana alle sue vere fonti: la Bibbia, i Padri della Chiesa e i grandi mistici. In seguito, nel 1928, Padre Bernadot e altri intellettuali come Jacques Maritain fondarono La Vie intellectuelle, per creare un'alternativa alle tesi di Charles Maurras e del suo movimento l'Action française (condannata dalla Chiesa cattolica nel 1926) e a quelle degli intellettuali legati al marxismo.
L'11 ottobre 1929 a Juvisy-sur-Orge nacquero le Éditions du Cerf, con lo scopo di «giudicare gli eventi alla luce intransigente e viva di un cristianesimo svincolato dai conformisimi temporali, in cui si trova incastrato e come paralizzato; fare esplodere la verità, rendere esplicito il messaggio di Cristo, divenuto oscuro a forza di abitudine, di prudenze e di compromessi».
Nel 1937 la sede della casa editrice fu trasferita a Parigi, nel Boulevard de La Tour-Maubourg.
Il catalogo comprende più di 6000 titoli. I padri domenicani responsabili dell'Éditions du Cerf negli ultimi 20 anni hanno fatto dei forti investimenti economici, seguendo le linee direttive dei loro predecessori:
Le Éditions du Cerf hanno sede negli stessi edifici del convento parigino di San Domenico.

## Autori pubblicati
Papi, beati, santi o Dottori della Chiesa, ad esempio:
Letteratura subapostolica, Agostino d'Ippona, Anselmo d'Aosta, Tommaso d'Aquino, Origene di Alessandria, Gregorio Nazianzeno, Gregorio di Nissa, Teresa d'Avila, Caterina da Siena, Francesco d'Assisi, Basilio Magno, Papa Leone I, Papa Giovanni XXIII, Teresa di Lisieux, Giovanni della Croce, Sant'Ambrogio, Papa Gregorio I, Clemente Alessandrino, Tertulliano, Bernardo di Chiaravalle, Ildegarda di Bingen, ecc.
Autori di filosofia, ad esempio:
Aristotele, Meister Eckhart, Dante Alighieri, Cajetani (Tommaso De Vio), Nicola Cusano, Pierre de Bérulle, Cristina di Svezia, Kant, Hegel, Jean-Baptiste Henri Lacordaire, Husserl, Heidegger, Simone Weil, Michel de Montaigne, Gotthold Ephraim Lessing, Friedrich Schelling, Jacques Lacan, Karl-Otto Apel, Walter Benjamin, Carl Schmitt, Ernst Cassirer, Ernst Troeltsch, Friedrich Schleiermacher, Feuerbach, Félix Ravaisson, Fichte, Charles Sanders Peirce, Max Weber, Dilthey, Nikolaj Aleksandrovič Berdjaev, Hermann Cohen, Salomon Maimon, Paul Natorp, Hans Jonas, Augusto del Noce, Jean Nabert, Thomas Merton, Edith Stein, Leo Strauss, ecc.
Alcuni autori contemporanei, ad esempio:
Paul Ricœur, Gianni Vattimo, Emmanuel Lévinas, Jocelyn Benoist, Jean Greisch, Maxence Caron, Olivier-Thomas Venard, Rémi Brague, Dominique Dubarle, Yves Congar, Henri de Lubac, Jean-Louis Chrétien, Stanislas Breton, Michel Henry, Francis Kaplan, Pierre Magnard, Pierre Caye, Jean-François Marquet, Charles Taylor, Habermas, Jean-Luc Marion, Jean-François Courtine, Pierre-Henri Tavoillot, Alexis Philonenko, François Marty, Ernst Tugendhat, Maurice de Gandillac, Chantal Delsol, Jean Granier, Michel Corbin, Xavier de Montclos ecc.